# Bilk (Düsseldorf)
Bilk, Düsseldorf-Bilk — dzielnica miasta Düsseldorf w Niemczech, w okręgu administracyjnym 3, w kraju związkowym Nadrenia Północna-Westfalia, w rejencji Düsseldorf.  